# Adam Dickinson
Adam Dickinson (Liverpool, 5 novembre 1986) è un calciatore e allenatore di calcio inglese, attaccante dell'Hibiscus Coast.

## Caratteristiche tecniche
Gioca come ala destra.

## Carriera
Nato a Liverpool, Dickinson giocò nella squadra riserve del Tranmere Rovers. Il suo primo contratto professionistico fu con i gallesi del Connah's Quay, con il quale ha totalizzato 48 presenze e 17 reti. Nel gennaio 2009 si è trasferito all'Auckland City. Con i neozelandesi ha disputato il Mondiale per club, torneo nel quale ha segnato una rete contro l'Al-Ahli.

## Palmarès

### Club

#### Competizioni internazionali
- OFC Champions League: 4

Auckland City: 2010-2011, 2011-2012, 2012-2013, 2013-2014

#### Competizioni nazionali
- Campionato neozelandese: 1

Auckland City: 2013-2014